# Miss Islandia
Miss Islandia (en islandés: Ungfrú Ísland) es un concurso de belleza nacional en Islandia. Se encarga de seleccionar a las representantes del país para los concursos Miss Universo y Miss Supranacional.

## Historia
El concurso se llevó a cabo por primera vez en 1950 como Miss Reikiavik (en islandés: Ungfrú Reykjavík). Desde 1955 llevá el nombre de Miss Islandia (en islandés: Ungfrú Ísland).
Entre 2009 y 2017 la ganadora principal del concurso compitió en Miss Mundo. En 2018, los organizadores este concurso dejaron el nombre Miss Islandia (Ungfrú Ísland) para usar el nombre Miss Mundo Islandia (Miss World Iceland) con el fin de adoptar un nuevo formato para Miss Mundo.
En 2016, Jorge Esteban y Manuela Ósk Harðardóttir la licencia de Miss Universo y empezaron a enviar representantes bajo el concurso Miss Universo Islandia. En 2023, Esteban y Ósk adquirieron los derechos del nombre Ungfrú Ísland y la ganadora va a Miss Universo desde entonces.

## Representación internacional

### Miss Universo Islandia
: Declarada como ganadora
     : Terminó como finalista
     : Terminó como una de las semifinalistas o cuartofinalistas
     : Terminó como ganadora de premios especiales
| Año                           | Municipio    | Miss Universo Islandia           | Posición en Miss Universo                      | Premios especiales                             | Notas |
| ----------------------------- | ------------ | -------------------------------- | ---------------------------------------------- | ---------------------------------------------- | --- |
| 2025                          | Viðey        | Helena O'Connor                  | Por competir                                   |                                                | |
| 2024                          | Árbær        | Sóldís Vala Ívarsdóttir          | No clasificó                                   |                                                | |
| 2023                          | Reikiavik    | Lilja Pétursdóttir               | No clasificó                                   |                                                | Ungfrú Ísland: dirección de Jorge Esteban y Manuela Hardardottir.                                              |
| 2022                          | Reikiavik    | Hrafnhildur Haraldsdóttir        | No clasificó                                   |                                                | |
| 2021                          | Garðabær     | Elisa Gróa Steinþórsdóttir       | No clasificó                                   |                                                | |
| 2020                          | Reikiavik    | Elísabet Hulda Snorradóttir      | No clasificó                                   |                                                | |
| 2019                          | Mosfellsbær  | Birta Abiba Þórhallsdóttir       | Top 10                                         |                                                | |
| 2018                          | Reikiavik    | Katrín Lea Elenudóttir           | No clasificó                                   |                                                | |
| 2017                          | Kópavogur    | Arna Ýr Jónsdóttir               | No clasificó                                   |                                                | |
| 2016                          | Kópavogur    | Hildur María Leifsdóttir         | No clasificó                                   |                                                | Miss Universo Islandia: dirección de Jorge Esteban y Manuela Hardardottir.                                     |
| No compitió entre 2010 y 2015 |              |                                  |                                                |                                                | |
| 2009                          | Reikiavik    | Ingibjörg Ragnheiður Egilsdóttir | Top 15                                         |                                                | |
| No compitió entre 2007 y 2008 |              |                                  |                                                |                                                | |
| 2006                          | Reykjanesbær | Sif Aradóttir                    | No clasificó                                   |                                                | Dirección de Arnar Laufdal Olafsson.                                                                           |
| No compitió entre 2004 y 2005 |              |                                  |                                                |                                                | |
| 2003                          | Reikiavik    | Manuela Ósk Harðardóttir         | Se retiró después de la competencia preliminar | Se retiró después de la competencia preliminar | Ósk sufrió una deshidratación y tuvo que retirarse.                                                            |
| No compitió entre 1998 y 2002 |              |                                  |                                                |                                                | |
| 1997                          | Reikiavik    | Solveig Guðmundsdóttir           | No clasificó                                   |                                                | |
| 1996                          | Reikiavik    | Hrafnhildur Hafsteinsdóttir      | No clasificó                                   |                                                | |
| 1995                          | Reikiavik    | Margret Skúladóttir Sigurz       | No clasificó                                   |                                                | |
| 1994                          | Reikiavik    | Svala Björk Arnardóttir          | No clasificó                                   |                                                | |
| 1993                          | Reikiavik    | Maria Rún Haflidadóttir          | No clasificó                                   |                                                | |
| 1992                          | Reikiavik    | Svava Haraldsdóttir              | No clasificó                                   |                                                | |
| 1991                          | Akranes      | Dis Sigurgeirsdóttir             | No clasificó                                   |                                                | |
| 1990                          | Reikiavik    | Hildur Dungalsdóttir             | No clasificó                                   |                                                | |
| 1989                          | Reikiavik    | Guðbjörg Gissurardóttir          | No clasificó                                   |                                                | Dirección de Gróa Ásmundsdóttir.                                                                               |
| 1988                          | Reikiavik    | Anna Margrét Jónsdóttir          | No clasificó                                   |                                                | |
| 1987                          | No compitió  | No compitió                      | No compitió                                    | No compitió                                    | No compitió |
| 1986                          | Reikiavik    | Thora Thrastardóttir             | No clasificó                                   |                                                | |
| 1985                          | Reikiavik    | Hana Bryndis Jonsdóttir          | No clasificó                                   |                                                | |
| 1984                          | Reikiavik    | Berglind Johansson               | No clasificó                                   |                                                | |
| 1983                          | Reikiavik    | Unnur Steinsson                  | No clasificó                                   |                                                | |
| 1982                          | Reikiavik    | Guðrún Möller                    | No clasificó                                   |                                                | |
| 1981                          | Reikiavik    | Elisabet Traustadóttir           | No clasificó                                   |                                                | |
| 1980                          | Reikiavik    | Guðbjörg Sigurdardóttir          | Top 12                                         |                                                | |
| 1979                          | Reikiavik    | Halldora Björk Jónsdóttir        | No clasificó                                   |                                                | |
| 1978                          | Reikiavik    | Anna Björk Edwards               | No clasificó                                   |                                                | Ungfrú Ísland 1977, Kristjana Þráinsdóttir destituida y Anna asumió como sucesora. Anna fue finalista en 1977. |
| 1977                          | Reikiavik    | Kristjana Þráinsdóttir           | No clasificó                                   |                                                | Destituida como principal ganadora tras competir en Miss Universo 1977.                                        |
| 1976                          | Reikiavik    | Gudmunda Hulda Johannesdottir    | No clasificó                                   |                                                | |
| 1975                          | Reikiavik    | Helga Eldon Jonsdottir           | No clasificó                                   |                                                | |
| 1974                          | Reikiavik    | Anna Björnsdóttir                | No clasificó                                   | - Miss Simpatía                                | |
| 1973                          | No compitió  | No compitió                      | No compitió                                    | No compitió                                    | No compitió |
| 1972                          | Reikiavik    | María Kristín Jóhannesdóttir     | No clasificó                                   |                                                | |
| 1971                          | Skagafjörður | Guðrún Valgarðsdóttir            | No clasificó                                   |                                                | |
| 1970                          | Reikiavik    | Erna Jóhannesdottir              | No clasificó                                   |                                                | |
| 1969                          | Reykjanesbær | María Baldursdóttir              | No clasificó                                   |                                                | |
| 1968                          | Reikiavik    | Helen Knuttsdóttir               | No clasificó                                   |                                                | |
| 1967                          | Garðabær     | Guðrún Pétursdóttir              | No clasificó                                   |                                                | |
| 1966                          | Garðabær     | Erla Traustadóttir               | No clasificó                                   |                                                | |
| 1965                          | Reikiavik    | Bára Magnúsdóttir                | No clasificó                                   |                                                | |
| 1964                          | Reikiavik    | Thelma Ingvarsdóttir             | No clasificó                                   |                                                | |
| 1963                          | Reykjanesbær | Theódóra Þórðardóttir            | No clasificó                                   |                                                | |
| 1962                          | Mosfellsbær  | Anna Geirsdóttir                 | Primera finalista                              |                                                | |
| 1961                          | Reykjanesbær | Kristjana Magnúsdóttir           | Top 15                                         |                                                | |
| 1960                          | Reikiavik    | Svanhildur Jakobsdóttir          | No clasificó                                   |                                                | |
| 1959                          | Mosfellsbær  | Sigríður Þorvaldsdóttir          | Top 15                                         |                                                | |
| 1958                          | No compitió  | No compitió                      | No compitió                                    | No compitió                                    | No compitió |
| 1957                          | Garðabær     | Bryndís Schram                   | No clasificó                                   |                                                | |
| 1956                          | Kópavogur    | Guðlaug Guðmundsdóttir           | No clasificó                                   |                                                | Dirección de Ólafur Laufdal Jónsson.                                                                           |

### Miss Supranacional Islandia
: Declarada como ganadora
     : Terminó como finalista
     : Terminó como una de las semifinalistas o cuartofinalistas
     : Terminó como ganadora de premios especiales
| Año  | Municipio                                                              | Miss Supranacional Islandia                                            | Posición en Miss Supranacional                                         | Premios especiales                                                     | Notas                                                                  |
| ---- | ---------------------------------------------------------------------- | ---------------------------------------------------------------------- | ---------------------------------------------------------------------- | ---------------------------------------------------------------------- | ---------------------------------------------------------------------- |
| 2024 | Reikiavik                                                              | Helena Hafbórsdóttir O'Connor                                          | Top 25                                                                 |                                                                        |                                                                        |
| 2023 | Akureyri                                                               | Ísabella Þorvaldsdóttir                                                | No clasificó                                                           | - Miss Talento (Top 8)                                                 |                                                                        |
| 2022 | Mosfellsbær                                                            | Íris Freyja Salguero                                                   | No clasificó                                                           |                                                                        |                                                                        |
| 2021 | Reikiavik                                                              | Disa Dungal                                                            | No clasificó                                                           |                                                                        |                                                                        |
| 2020 | Debido al impacto de la pandemia de COVID-19, no hubo concurso en 2020 | Debido al impacto de la pandemia de COVID-19, no hubo concurso en 2020 | Debido al impacto de la pandemia de COVID-19, no hubo concurso en 2020 | Debido al impacto de la pandemia de COVID-19, no hubo concurso en 2020 | Debido al impacto de la pandemia de COVID-19, no hubo concurso en 2020 |
| 2019 | Reikiavik                                                              | Húgrun Birta Egilsdottir                                               | Top 25 (11.º lugar)                                                    | - Supra Model Europa                                                   | Dirección de Jorge Esteban y Manuela Hardardottir.                     |